# مارتن فان دير هورست
مارتن فان دير هورست (2 أبريل 1965 في هولندا - ) (بالهولندية: Martin van der Horst) هو لاعب كرة طائرة شاطئية ولاعب كرة طائرة مملكة هولندا في مركز وسط ‏. شارك في الألعاب الأولمبية الصيفية 2000 والألعاب الأولمبية الصيفية 1992.

## وصلات خارجية
- مارتن فان دير هورست على موقع عالم الكرة الطائرة (الإنجليزية)
- مارتن فان دير هورست على موقع أوليمبيديا (الإنجليزية)